# Nightbitch
Nightbitch o Canina (en español) es una película de comedia negra estadounidense de 2024 escrita y dirigida por Marielle Heller , basada en la novela de 2021 de Rachel Yoder. La película está protagonizada por Amy Adams.
Se estrenó en el Festival Internacional de Cine de Toronto, el 7 de septiembre de 2024, y fue estrenada en cines en los Estados Unidos por Searchlight Pictures el 6 de diciembre de 2024. Adams fue nominada en los Globos de Oro en la categoría de Mejor Actriz de Comedia o Musical.

## Sinopsis
Una mujer hace una pausa en su carrera profesional para convertirse en madre y ama de casa, pero pronto su vida doméstica toma un giro surrealista. A medida que acepta el poder salvaje profundamente arraigado en la maternidad, se vuelve cada vez más consciente de las extrañas e innegables señales de que se puede estar convirtiendo en un perro.

## Reparto
- Amy Adams como Madre
- Scoot McNairy como el marido
- Arleigh and Emmett Snowden como el hijo
- Zoë Chao como Jen
- Mary Holland como Miriam
- Ella Thomas como Naya
- Archana Rajan como Liz
- Jessica Harper como Norma
- Adrienne Rose White como Sally
- Roslyn Gentle como Nana
- Stacey Swift como Frieda
- Darius De La Cruz como Lemuel